# Église Saint-Vincent-d'En-Haut d'Eus
Pour les églises ayant le même vocable, voir Église Saint-Vincent.
L'église Saint-Vincent-d'En-Haut est une église du XVIIIe siècle, située à Eus, dans le département français des Pyrénées-Orientales en région Occitanie.
Elle fait l'objet d'une inscription au titre des monuments historiques depuis 1990.

## Historique
L'église a été édifiée au sommet d'un mamelon rocheux qui domine le village d'Eus. Sa construction a duré de 1726 à 1743. 
Située en haut du village, à l'emplacement de l'ancien château de la Volta, cette église devient alors la nouvelle église paroissiale ; elle est appelée Saint-Vincent-d'En-Haut pour la différencier de la chapelle Saint-Vincent d'Eus, ancien édifice roman situé plus bas dans la vallée, et qui était l'église paroissiale antérieure.
Dédiée à saint Vincent, elle est ouverte au culte catholique. Saint-Vincent-d'En-Haut fait l'objet d'une inscription au titre des monuments historiques depuis le 12 juillet 1990.

## Description

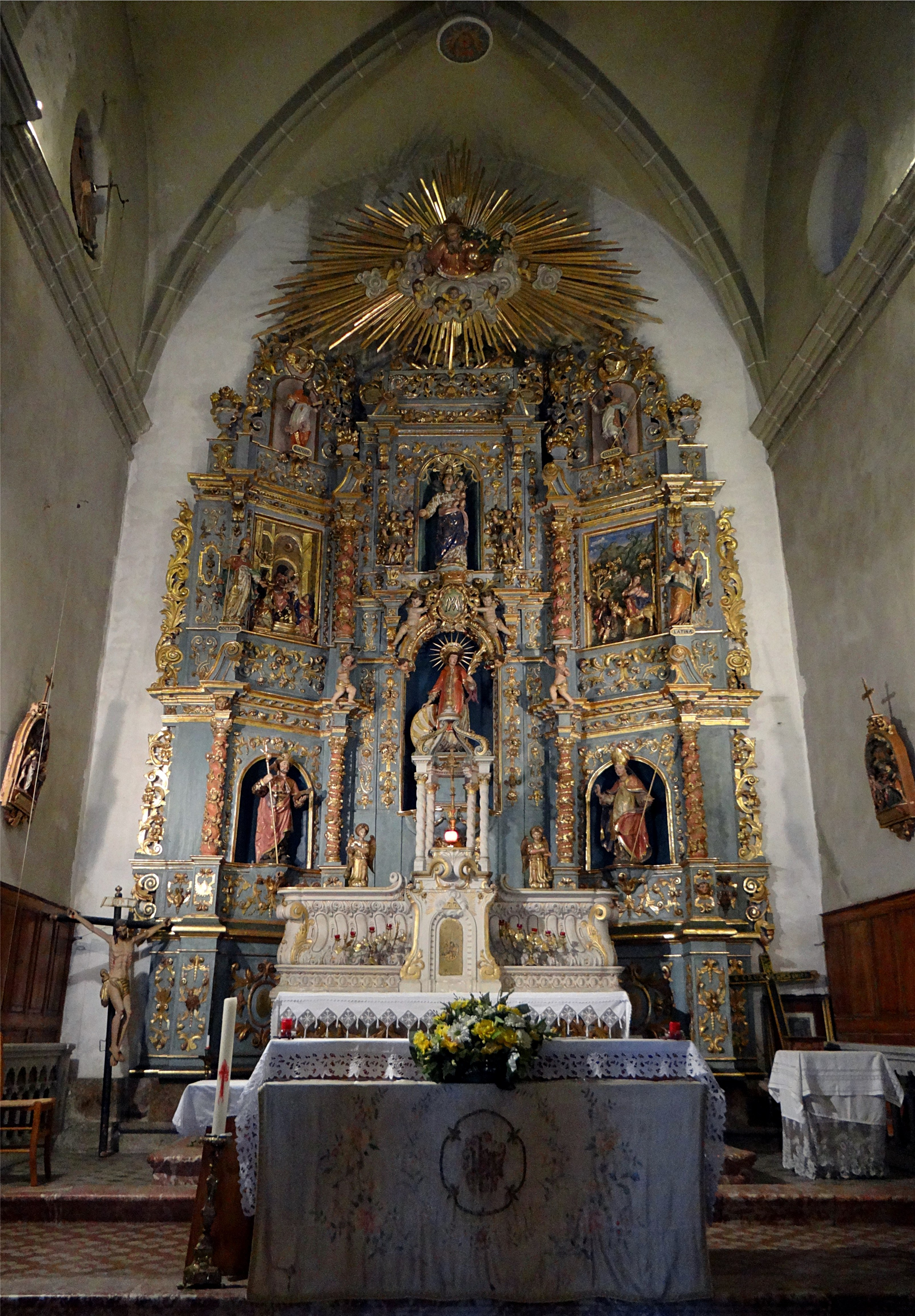
Retable et Maître autel du chœur.

L’église est dotée d'un clocher-porche de base carrée et se termine sur une abside droite. Elle se présente sous la forme d'une nef unique et de chapelles latérales dont :
- la chapelle Saint-Pierre : sa statue est entourée de celles de Saint-Sébastien, la Vierge Immaculée Conception et saint Roch au-dessus, l‘Enfant Jésus de Prague à gauche et la Vierge de Fatima à droite ainsi que deux peintures représentant l’adoration des Mages et l’adoration des bergers.
- la chapelle Sainte-Thérèse : sa statue est entourée de celles de saint Antoine de Padoue et saint Simon.
- la chapelle Saint-Paul : sa statue est entouré de celles de sainte Marguerite, sainte Madeleine et sainte Baselisse au-dessus, saint Isidore à gauche et saint Gaudérique à droite.
- la chapelle Saint François-Xavier : le saint apparait modestement couché dans la petite niche semi-circulaire au-dessus de l’autel. A la partie supérieure, se trouvent la statue de saint Joseph, saint Thomas d’Aquin à gauche et sainte Françoise à droite.

On peut y admirer également un maître autel réalisé par Paul Sunyer, et un retable du Rosaire qui date de la fin du XVIIe siècle. Au centre, autour de la Vierge, se trouvent les saints protecteurs : les saints Grégoire le Grand, Jérôme et Jacques le Majeur à gauche, qui font pendant à droite à Ambroise,les saints Augustin et Blaise. Au pied de la Vierge, Vincent, patron de l'église est représenté avec la meule de son martyre, tandis que de part et d'autre, des panneaux sculptés figurent la présentation au temple et la fuite en Égypte.
L'église abrite une roue à carillons qui surplombe le côté gauche du chœur et dont le cercle en bois à 8 rayons est ceinturé de douze clochettes. Elle est actionnée pour les offices, mais aussi pour les baptêmes et les mariages.

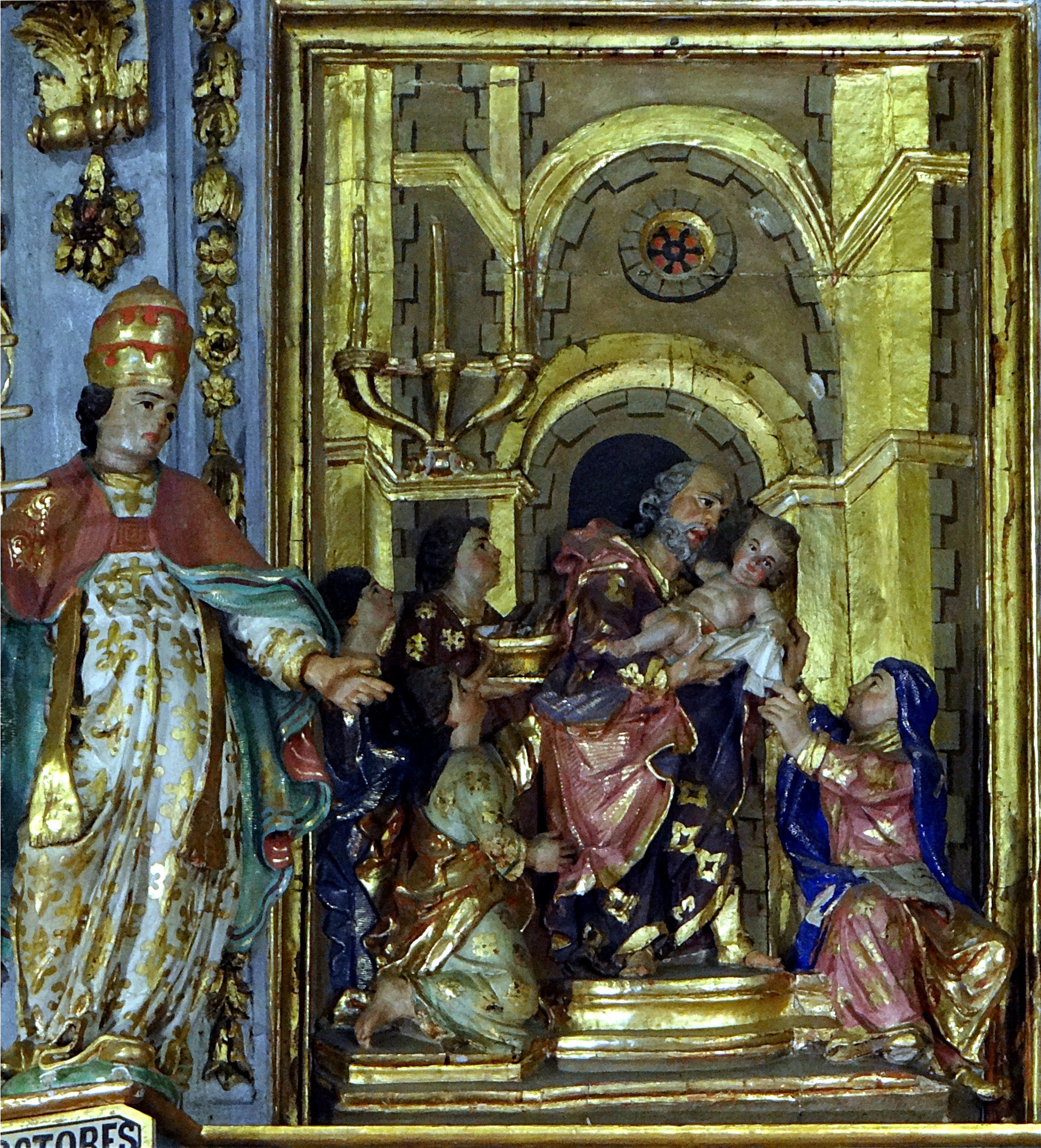
Détail du retable du chœur : panneau sculpté représentant la Présentation au temple
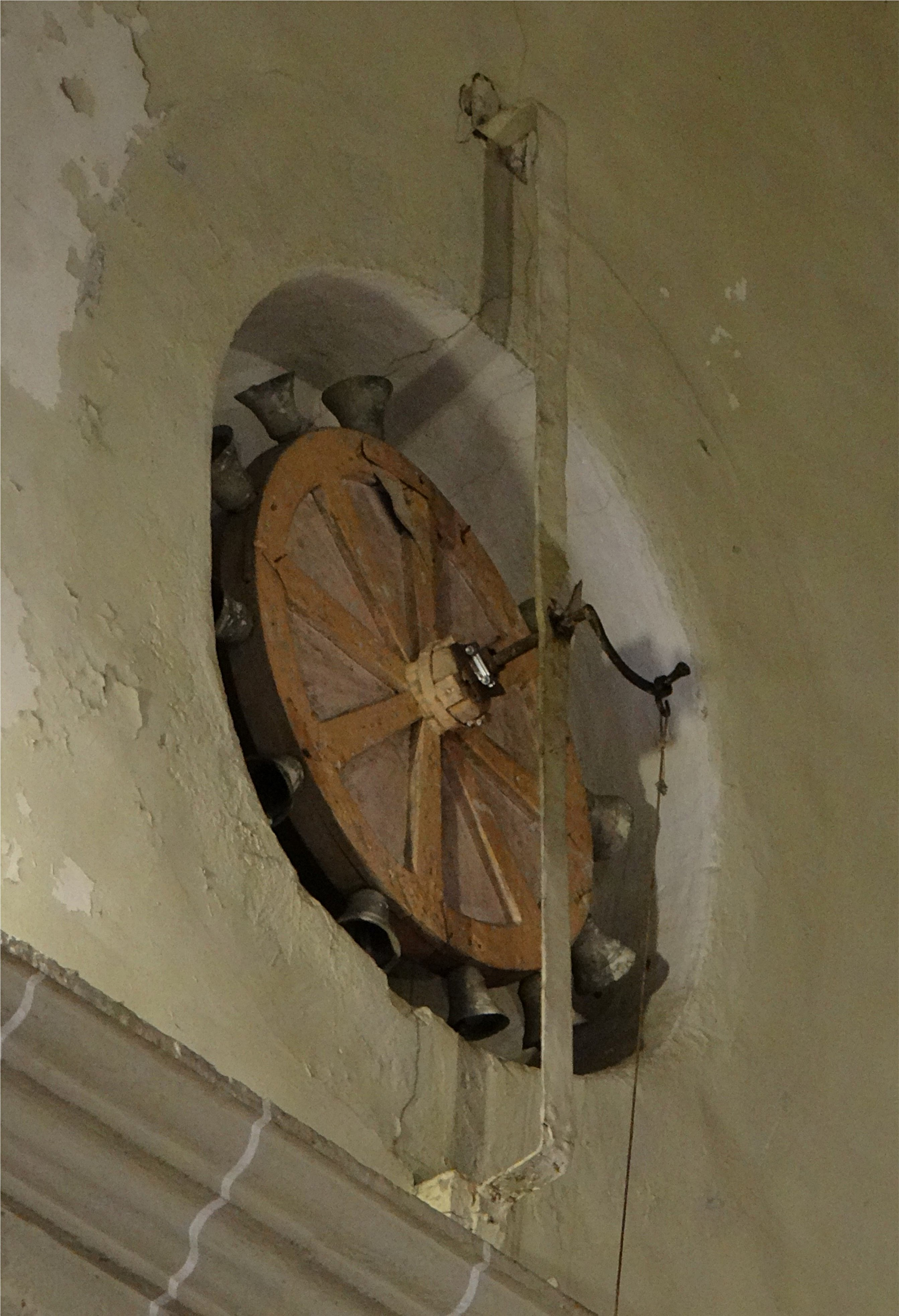
Roue à carillons en bois à 8 rayons ceinturé de douze clochettes
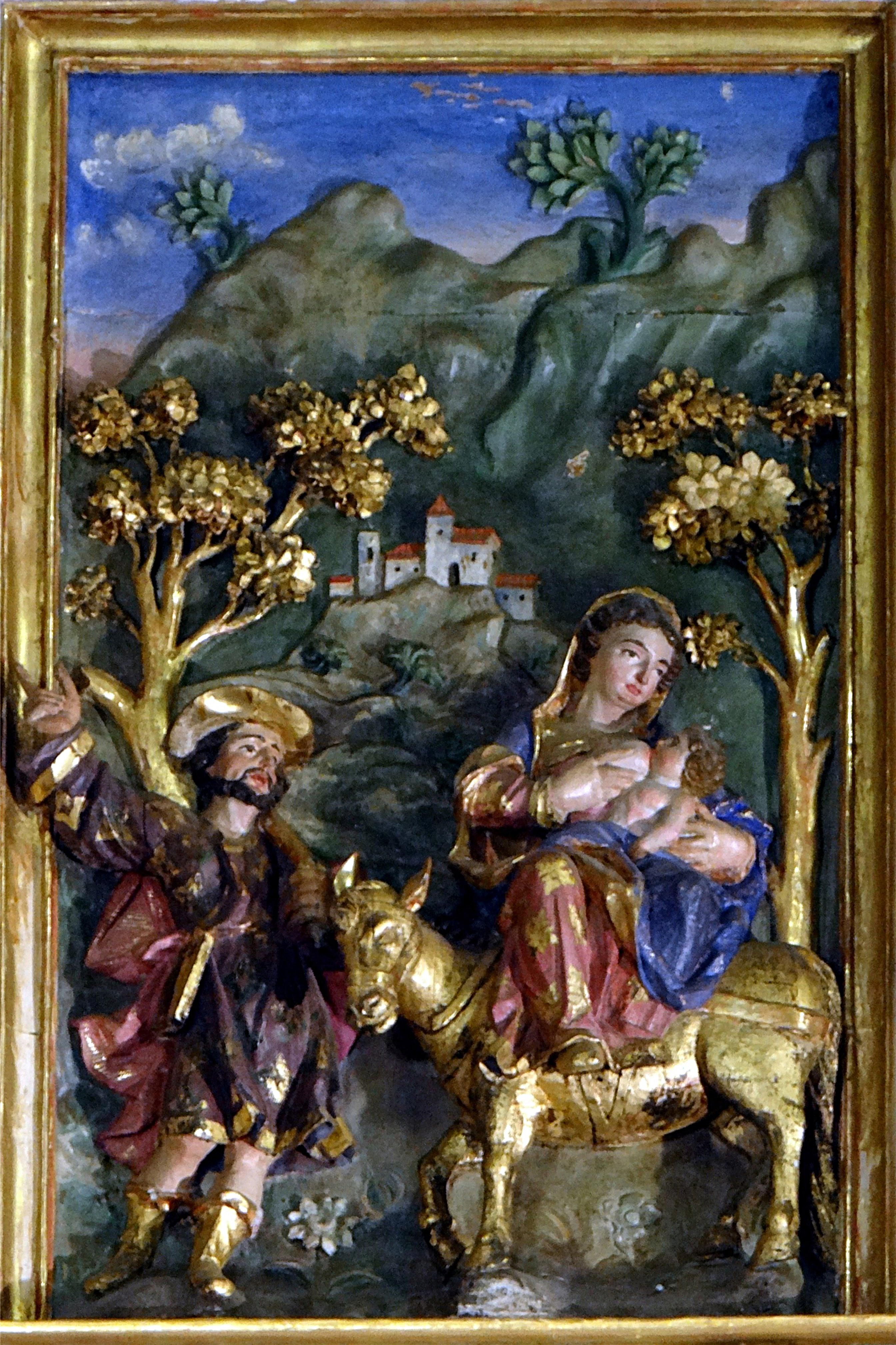
Détail du retable du chœur : panneau sculpté représentant la Fuite en Égypte